# Jeff O’Neill
Jeffrey „Jeff“ O’Neill (* 23. Februar 1976 in Richmond Hill, Ontario) ist ein ehemaliger kanadischer Eishockeyspieler und derzeitiger Sportkommentator, der im Verlauf seiner aktiven Karriere zwischen 1992 und 2007 unter anderem 855 Spiele für die Hartford Whalers bzw. Carolina Hurricanes und Toronto Maple Leafs in der National Hockey League auf der Position des rechten Flügelstürmers bestritten hat. Mit den Carolina Hurricanes erreichte O’Neill, der im NHL Entry Draft 1994 bereits an fünfter Gesamtposition ausgewählt worden war, die Finalspiele der Stanley-Cup-Playoffs 2002.

## Karriere
Der 1,85 m große Flügelstürmer begann seine Karriere bei den Guelph Storm in der kanadischen Juniorenliga Ontario Hockey League, bevor er beim NHL Entry Draft 1994 als Fünfter in der ersten Runde von den Hartford Whalers ausgewählt (gedraftet) wurde. 
Auch nach dem Umzug des Franchises nach Carolina stand er weiterhin für das Team, das seitdem unter dem Namen Carolina Hurricanes in der National Hockey League spielt, auf dem Eis. Mit den Hurricanes erreichte der Rechtsschütze die Finalspiele der Stanley-Cup-Playoffs 2002, welches aber gegen die Detroit Red Wings verloren ging. Bis heute liegt O’Neill in allen Punktestatistiken des Teams auf dem ersten oder zweiten Platz, 2003 wurde er zudem ins Team der Eastern Conference für das 53. NHL All-Star Game gewählt. 
Am 30. Juli 2005 wurde der damals 30-jährige Kanadier von den Hurricanes im Tausch gegen einen Draftpick im NHL Entry Draft 2006 zu den Toronto Maple Leafs transferiert, nachdem er den Wunsch geäußert hatte, für die Maple Leafs zu spielen. Somit konnte er nach dem überraschenden Unfalltod seines Bruders Donny näher bei seiner Familie sein. Nachdem er die Spielzeit 2006/07 bei den Maple Leafs verbracht hatte und zu den besten Scorern des Teams gehört hatte, setzte er die gesamte Saison 2007/08 aus. Im Spätsommer 2008 nahm er dann am Trainingscamp der Carolina Hurricanes teil, einigte sich aber kurz vor dem Saisonstart darauf, dass ihn das Team von seinem Probevertrag entbindet.

## Erfolge und Auszeichnungen
| - 1992 Jack Ferguson Award - 1993 Emms Family Award - 1993 OHL All-Rookie Team | - 1994 CHL Top Draft Prospect Award - 1995 OHL First All-Star Team - 2003 Teilnahme am NHL All-Star Game |

### International
- 1995 Goldmedaille bei der Junioren-Weltmeisterschaft

## Karrierestatistik

### International
Vertrat Kanada bei:
- Junioren-Weltmeisterschaft 1995

(Legende zur Spielerstatistik: Sp oder GP = absolvierte Spiele; T oder G = erzielte Tore; V oder A = erzielte Assists; Pkt oder Pts = erzielte Scorerpunkte; SM oder PIM = erhaltene Strafminuten; +/− = Plus/Minus-Bilanz; PP = erzielte Überzahltore; SH = erzielte Unterzahltore; GW = erzielte Siegtore; 1 Play-downs/Relegation; Kursiv: Statistik nicht vollständig)